# 三家泡
三家泡是一个位于中华人民共和国吉林省洮南市大通乡的湖泊，面积约为2平方千米，平均水深约为2.5米。湖泊還位於洮儿河支流蛟流河下游右岸。